# Hydrocena gutta
Hydrocena gutta is een slakkensoort uit de familie van de Hydrocenidae. De wetenschappelijke naam van de soort is voor het eerst geldig gepubliceerd in 1852 door Shuttleworth.